# Okręgowe rozgrywki w piłce nożnej woj. podlaskiego (2016/2017)
83. Edycja okręgowych rozgrywek w piłce nożnej województwa podlaskiego

Okręgowe rozgrywki w piłce nożnej województwa podlaskiego prowadzone są przez Podlaski Związek Piłki Nożnej, rozgrywane są w trzech ligach z podziałem na grupy. Najwyższym poziomem okręgowym jest IV liga, następnie Klasa Okręgowa (2 grupy) oraz Klasa A (2 grupy).
Mistrzostwo Okręgu zdobył Tur Bielsk Podlaski.

Okręgowy Puchar Polski zdobyła drużyna ŁKS-u Łomża.
Drużyny z województwa podlaskiego występujące w centralnych i makroregionalnych poziomach rozgrywkowych:
- Ekstraklasa - Jagiellonia Białystok
- 1 Liga - Wigry Suwałki
- 2 Liga - Olimpia Zambrów
- 3 Liga, gr.I - ŁKS 1926 Łomża, Jagiellonia II Białystok, Ruch Wysokie Mazowieckie.

| Rozgrywki                 | Poziomy rozgrywkowe w sezonie 2016/2017 | Poziomy rozgrywkowe w sezonie 2016/2017 | Poziomy rozgrywkowe w sezonie 2016/2017 | Poziomy rozgrywkowe w sezonie 2016/2017 | Poziomy rozgrywkowe w sezonie 2016/2017 |
| ------------------------- | --------------------------------------- | --------------------------------------- | --------------------------------------- | --------------------------------------- | --------------------------------------- |
| Centralne                 | I poziom ligowy                         | Ekstraklasa                             | Ekstraklasa                             | Ekstraklasa                             | Ekstraklasa                             |
| Centralne                 | II poziom ligowy                        | I Liga                                  | I Liga                                  | I Liga                                  | I Liga                                  |
| Centralne                 | III poziom ligowy                       | II Liga                                 | II Liga                                 | II Liga                                 | II Liga                                 |
| Makroregionalne           | IV poziom ligowy                        | III Liga - 4 grupy                      | III Liga - 4 grupy                      | III Liga - 4 grupy                      | III Liga - 4 grupy                      |
| Okręgowe (woj. podlaskie) | V poziom ligowy                         | IV Liga                                 | IV Liga                                 | IV Liga                                 | IV Liga                                 |
| Okręgowe (woj. podlaskie) | VI poziom ligowy                        | Klasa Okręgowa - gr.I                   | Klasa Okręgowa - gr.I                   | Klasa Okręgowa - gr.II                  | Klasa Okręgowa - gr.II                  |
| Okręgowe (woj. podlaskie) | VII poziom ligowy                       | Klasa A - gr.I                          | Klasa A - gr.I                          | Klasa A - gr.II                         | Klasa A - gr.II                         |

Reorganizacja ligi
Od przyszłego sezonu zostanie utworzona jedna grupa klasy okręgowej oraz 3 grupy klasy A.

## IV Liga - V poziom rozgrywkowy
| Poz. | Drużyna                     | M  | Z  | R  | P  | Bramki | Punkty |
| ---- | --------------------------- | -- | -- | -- | -- | ------ | ------ |
| 1    | Tur Bielsk Podlaski         | 30 | 24 | 4  | 2  | 95-25  | 76     |
| 2    | Wissa Szczuczyn             | 30 | 23 | 3  | 4  | 116-29 | 72     |
| 3    | Warmia Grajewo              | 30 | 20 | 7  | 3  | 69-26  | 67     |
| 4    | KS Wasilków                 | 30 | 17 | 7  | 6  | 64-38  | 58     |
| 5    | Dąb Dąbrowa Białostocka     | 30 | 16 | 3  | 11 | 67-49  | 51     |
| 6    | KS Michałowo                | 30 | 14 | 5  | 11 | 50-44  | 47     |
| 7    | Sparta Augustów             | 30 | 11 | 5  | 14 | 54-71  | 38     |
| 8    | Sparta 1951 Szepietowo      | 30 | 11 | 5  | 14 | 49-52  | 38     |
| 9    | Biebrza Goniądz             | 30 | 10 | 6  | 14 | 48-56  | 36     |
| 10   | Pogoń Łapy                  | 30 | 10 | 4  | 16 | 46-65  | 34     |
| 11   | Promień Mońki               | 30 | 8  | 8  | 14 | 44-74  | 32     |
| 12   | Cresovia Siemiatycze        | 30 | 9  | 3  | 18 | 35-67  | 30     |
| 13   | Orzeł Kolno                 | 30 | 6  | 10 | 14 | 33-59  | 28     |
| 14   | Magnat Juchnowiec Kościelny | 30 | 7  | 7  | 16 | 38-67  | 28     |
| 15   | Hetman Tykocin              | 30 | 7  | 5  | 18 | 38-91  | 26     |
| 16   | Puszcza Hajnówka            | 30 | 3  | 6  | 21 | 33-66  | 15     |

## Klasa Okręgowa - VI poziom rozgrywkowy
Grupa I
| Poz. | Drużyna                 | M  | Z  | R | P  | Bramki | Punkty |
| ---- | ----------------------- | -- | -- | - | -- | ------ | ------ |
| 1    | MKS Mielnik             | 26 | 21 | 2 | 3  | 93-21  | 65     |
| 2    | Rudnia Zabłudów         | 26 | 18 | 5 | 3  | 81-29  | 59     |
| 3    | Hetman Białystok        | 26 | 17 | 2 | 7  | 55-24  | 53     |
| 4    | Korona Dobrzyniewo Duże | 26 | 13 | 7 | 6  | 48-31  | 46     |
| 5    | LZS Narewka             | 26 | 14 | 2 | 10 | 49-34  | 44     |
| 6    | Krypnianka Krypno       | 26 | 13 | 3 | 10 | 58-47  | 42     |
| 7    | Orlęta Czyżew           | 26 | 12 | 4 | 10 | 56-35  | 40     |
| 8    | Orzeł Tykocin           | 26 | 12 | 3 | 11 | 44-48  | 39     |
| 9    | Tur II Bielsk Podlaski  | 26 | 11 | 2 | 13 | 47-58  | 35     |
| 10   | Kolejarz Czeremcha      | 26 | 10 | 3 | 13 | 37-52  | 33     |
| 11   | Husar Nurzec            | 26 | 6  | 4 | 16 | 35-62  | 22     |
| 12   | Pasja Kleosin           | 26 | 5  | 5 | 16 | 25-66  | 20     |
| 13   | Gryf Gródek             | 26 | 4  | 2 | 20 | 19-72  | 14     |
| 14   | KS Sokoły               | 26 | 3  | 2 | 21 | 23-91  | 11     |

- Od przyszłego sezonu jedna grupa klasy okręgowej.

Grupa II
| Poz. | Drużyna                        | M  | Z  | R | P  | Bramki | Punkty |
| ---- | ------------------------------ | -- | -- | - | -- | ------ | ------ |
| 1    | Wigry II Suwałki               | 25 | 20 | 3 | 2  | 992-14 | 63     |
| 2    | KS Śniadowo                    | 26 | 17 | 3 | 6  | 74-40  | 54     |
| 3    | Sokół 1946 Sokółka             | 26 | 15 | 6 | 5  | 92-33  | 51     |
| 4    | Piast Białystok                | 26 | 14 | 5 | 7  | 60-35  | 47     |
| 5    | Jasion Jasionówka              | 26 | 14 | 5 | 7  | 55-41  | 47     |
| 6    | Pomorzanka Sejny               | 26 | 11 | 8 | 7  | 55-42  | 41     |
| 7    | Kora Korycin                   | 26 | 12 | 4 | 10 | 63-47  | 40     |
| 8    | GKS Stawiski                   | 26 | 10 | 4 | 12 | 52-50  | 34     |
| 9    | Narew Choroszcz                | 26 | 8  | 7 | 11 | 33-46  | 31     |
| 10   | Supraślanka Supraśl            | 26 | 8  | 6 | 12 | 43-58  | 30     |
| 11   | Pogranicze Kuźnica Białostocka | 25 | 8  | 6 | 11 | 39-62  | 30     |
| 12   | KS UM Krynki                   | 26 | 5  | 5 | 16 | 26-73  | 20     |
| 13   | Sudovia Szudziałowo            | 26 | 2  | 5 | 19 | 24-87  | 11     |
| 14   | BKS Jagiellonia Białystok      | 26 | 3  | 1 | 12 | 13-93  | 10     |

- Od przyszłego sezonu jedna grupa klasy okręgowej.

## Klasa A - VII poziom rozgrywkowy
Grupa I
| Poz. | Drużyna           | M  | Z  | R | P  | Bramki | Punkty |
| ---- | ----------------- | -- | -- | - | -- | ------ | ------ |
| 1    | Żubr Drohiczyn    | 14 | 10 | 2 | 2  | 58-19  | 32     |
| 2    | Unia Ciechanowiec | 14 | 10 | 2 | 2  | 35-22  | 32     |
| 3    | Orzeł Kleszczele  | 14 | 7  | 3 | 4  | 23-19  | 24     |
| 4    | Bocian Boćki      | 14 | 6  | 2 | 6  | 28-21  | 20     |
| 5    | GKS Orla          | 14 | 6  | 1 | 7  | 20-29  | 19     |
| 6    | Iskra Narew       | 14 | 4  | 4 | 6  | 25-30  | 16     |
| 7    | Iskra Wyszki      | 14 | 3  | 3 | 8  | 11-29  | 12     |
| 8    | Znicz Suraż       | 14 | 1  | 1 | 12 | 19-50  | 4      |

Grupa II
| Poz. | Drużyna                   | M  | Z | R | P  | Bramki | Punkty |
| ---- | ------------------------- | -- | - | - | -- | ------ | ------ |
| 1    | Czarni Czarna Białostocka | 10 | 7 | 2 | 1  | 34-5   | 23     |
| 2    | Rospuda Filipów           | 10 | 5 | 4 | 1  | 17-9   | 19     |
| 3    | Polonia Raczki            | 10 | 5 | 2 | 3  | 25-15  | 17     |
| 4    | Victoria Jedwabne         | 10 | 5 | 1 | 4  | 29-30  | 16     |
| 5    | KS Grabówka               | 10 | 2 | 3 | 5  | 10-21  | 9      |
| 6    | Grab Janówka              | 10 | 0 | 0 | 10 | 4-39   | 0      |
| 7    | Podlasiak Knyszyn         |    |   |   |    |        |        |
| 8    | Skra Wizna                |    |   |   |    |        |        |

- Podlasiak Knyszyn wycofał się przed rozpoczęciem rozgrywek.
- Skra Wizna wycofała się po I rundzie, jej wyniki anulowano.
- Po sezonie z rozgrywek wycofały się zespoły Rospudy Filipów i Victorii Jedwabne.

## Puchar Polski - rozgrywki okręgowe
- Finał, Grajewo, 7.06.2017r. - Warmia Grajewo : ŁKS 1926 Łomża 2:3 (dogr)